# Bellingshausenia olasoi
Bellingshausenia olasoi  es una especie de pez de la familia Zoarcidae en el orden de los perciformes.

## Hábitat
Es un pez de clima templado

## Distribución geográfica
Se encuentra en el Océano Antártico. 

## Observaciones
Es inofensivo para los humanos. 